# GNU Common Lisp
GNU Common Lisp（GCL），是GNU计划的ANSI Common Lisp编译器，它是Kyoto Common Lisp的演化发展。它通过首先生成C代码并接着调用C编译器，产生本机目标代码。
GCL是一些大型项目所选择的实现，包括数学工具Maxima、AXIOM、HOL88和ACL2。GCL运行在Linux上的十一种架构下，还有FreeBSD、Solaris、Mac OS X和Microsoft Windows。

## 引用
1. ↑  . 2014-10-28  [2022-08-30]. （原始内容存档于2023-01-17）.
2. ↑  . directory.fsf.org. FSF. 28 October 2014  [30 August 2022]. （原始内容存档于2022-07-07）.